# Zimny odczyt
Zimny odczyt (ang. cold reading) – zbiór technik używanych przez iluzjonistów i wróżbiarzy do określania i podawania szczegółowych informacji o innych osobach, często w celu przekonania ich, że odczytujący wie o nich znacznie więcej, niż faktycznie wie.
Metoda w większości opiera się na specjalnym wykorzystaniu języka, poprzez odpowiednie formułowanie zdań, nawet jeśli odczytujący nie wie wcześniej nic o osobie poddanej odczytowi, z pomocą tych technik może szybko uzyskać dużą ilość informacji. Trafność odczytu może wzmocnić dodatkowo wykorzystując gorący odczyt, poprzez uważne analizowanie mowy ciała badanego, jego ubioru, uczesania, pochodzenia, sposobu mówienia itp.

## Metoda
Przed rozpoczęciem właściwego odczytu odczytujący zwykle stara się uzyskać współpracę z badanym, zwykle mówiąc coś w stylu: „Widzę pewne niewyraźne obrazy, które dla ciebie mogą znaczyć więcej niż dla mnie; jeśli pomożesz, razem możemy odkryć nowe rzeczy o tobie.”
Odczytujący zadaje potem kolejne pytania, zwykle używając różnych wariacji metod wypisanych poniżej. Badany odpowiadając na te pytania ujawnia przy okazji dodatkowe informacje, które są wykorzystywane przez odczytującego przy zadawaniu kolejnych pytań. Umiejętnie odczytujący wykorzystują nawet bardzo nieznaczne wskazówki pochodzące z wyrazu twarzy i mowy ciała. Choć odczytujący może dorzucać jakieś informacje od siebie, większość wypowiedzianych faktów pochodzi od badanego i jest jedynie przeformułowywana przez odczytującego.

## Techniki

### Ostrzeliwanie
„Ostrzeliwanie” to technika najczęściej używana w telewizyjnych wystąpieniach i przemawianiu do tłumu. Występujący wygłasza dużą ilość ogólnikowych informacji (z których część na pewno jest prawdziwa albo bliska prawdy), obserwuje reakcje badanych (zwykle mowę ciała) i uściśla swoje wypowiedzi, rozwijając te fragmenty, na które publiczność najlepiej reagowała.
Nazwa tej techniki oddaje jej główną ideę – podobnie w czasie bitwy wystrzelenie dużej ilości pocisków w okolice celu daje duże prawdopodobieństwo, że któryś z pocisków trafi. Przykładowo można zakładać w ciemno, że prawie każdy stracił kiedyś jakiegoś krewnego albo że zna co najmniej jedną osobę o imieniu „Jakub” albo „Julia”.
Przykładowe zdania zdradzające ostrzeliwanie:
- „Widzę problemy z sercem u seniora rodu, ojca, dziadka, może wuja… Widzę ból w klatce piersiowej u starszego mężczyzny w twojej rodzinie”.
- „Widzę kobietę, z którą nie jesteś spokrewniony. Ktoś, kogo pamiętasz z dzieciństwa, przyjaciółkę matki, macochę. Widzę ciemność w jej klatce piersiowej, raka albo chorobę serca”.
- „Widzę starszego mężczyznę w twoim życiu, który chce ci przekazać, że choć czasem mieliście konflikty, to wciąż ciebie kocha”.
- „Twoja obecna praca nie satysfakcjonuje cię w pełni”.

### Sformułowania Forera (horoskopowe)
„Sformułowania horoskopowe” to zdania, które wydają się opisywać konkretną osobę, a w rzeczywistości składają się wyłącznie z ogólników i faktów odnoszących się do znacznej grupy ludzi. Zwykle są wypowiadane w sposób pozwalający doprecyzowywać je na bardzo wiele sposobów, zostawiając pole do wycofania się z czegoś nieprawdziwego. Ich rolą jest pobudzenie słuchaczy do doprecyzowania tak, aby umożliwić stworzenie dłuższego i szczegółowego opisu osoby.
Przykładowe takie zdania to:
- „Wyczuwam, że czasem czujesz się niepewnie, szczególnie w otoczeniu osób, których dobrze nie znasz”.
- „Trzymasz w domu mnóstwo nieuporządkowanych starych fotografii”.
- „W dzieciństwie miałeś nieprzyjemne zdarzenie z udziałem wody”.
- „Masz problem z przyjacielem albo krewnym”.
- „Twój ojciec zmarł po ciężkiej chorobie”.

Jeśli badany jest wystarczająco stary, jest duża szansa, że nie ma już ojca. Ostatnie zdanie obejmuje znaczną większość przyczyn śmierci, więc można je wygłosić bez większego ryzyka, że będzie nieprawdziwe.

### Tęczowy fortel
Tęczowy fortel (ang. the rainbow ruse) to spreparowane zdanie, które opisuje jakąś cechę i jednocześnie jej przeciwieństwo. Wygłaszając je, odczytujący niejako „obejmuje wszystkie możliwości” i wydaje się właściwie odgadywać osobowość badanego, choć w rzeczywistości to, co powiedział, jest niejasne i wewnętrznie sprzeczne. Wykorzystuje się przy tym fakt, że cechy osobowości zwykle nie są mierzalne i że praktycznie każdy doświadcza obu stron pewnych emocji.
Ta technika jest bardzo często wykorzystywana przez wróżbitów i astrologów.
Zdania tego typu mogą wyglądać następująco:
- „Zwykle jesteś pogodną i pozytywnie nastawioną osobą, ale był czas, kiedy nie byłaś zbyt szczęśliwa”.
- „Jesteś dobrą i uczynną osobą, ale kiedy ktoś straci twoje zaufanie, to potrafisz naprawdę się wściec”.
- „Powiedziałbym, że często jesteś cicha i nieśmiała, ale w dobrym nastroju możesz łatwo stać się centrum uwagi”.

Odczytujący może wybrać dowolną cechę osoby, wymyślić jej przeciwieństwo, a potem połączyć je razem w jednym zdaniu, sugerując, że strony zależą od czasu, nastawienia czy humoru.

## Podświadomy zimny odczyt
Ludzie mający talent do obserwowania innych mogą czasem zupełnie nieświadomie stosować w rozmowach powyższe techniki. Gdy po kilkuset takich odczytach ich umiejętności rosną, mogą sami zacząć wierzyć, że rzeczywiście potrafią czytać ludziom w myślach.